# Потеряев, Сергей Васильевич
Сергей Васильевич Потеряев (род. 20 июля 1988, Свердловск, Свердловская область, РСФСР, СССР) — российский фотограф, художник, куратор фотографического музея «Дом Метенкова» (Екатеринбург). Живёт и работает в Екатеринбурге.

## Биография
Сергей Потеряев закончил Теплоэнергетический факультет Уральского федерального университета по специальности «Энергообеспечение предприятий» (2010 год). Фотографией начал заниматься на третьем курсе. С 2010 года является членом Союза фотографов России.
Сергей Потеряев работает с фотографией, создавая исследовательские, художественные и документальные проекты. Среди тем его исследований различные субкультурные, национальные, локальные и профессиональные сообщества, а также пространства их жизни, работы и отдыха. Особое внимание Сергей уделяет родному региону — Уралу, исследуя местные мифы, в том числе и современные.
В 2017 году проект Сергея Потеряева «Старая Утка» (2015), посвящённый небольшому уральскому поселку-заводу Староуткинску, был показан на первой триеннале российского современного искусства, организованной Музеем современного искусства «Гараж». Совмещая архивные фотографии Староуткинска разных времени с собственными снимками, Потеряев создаёт портрет застывшего во времени бывшего индустриального поселка, одновременно обращаясь к работе памяти вообще. Проект «Старая Утка» был также показан на выставках в Берлине, Гамбурге, Челябинске и стал победителем международного фотоконкурса Wort im Bild в Клагенфурте (Австрия) в 2016 году.
В 2016 году стал стипендиатом программы правительства РФ для молодых художников.
В 2016 году Сергей был приглашен фондом Stiftung Osterberg für Kunst und Kultur в арт-резиденцию в Дрезден (Германия). Итогом стала работа Insight, которая исследует изменения ландшафта, в том числе и социального, во время пребывания беженцев в Германии.
В 2015 году стал издавать зин UP, посвящённый современной и в частности уральской фотографии. В первом номере были напечатаны проекты и тексты Артёма Берковича, Анастасии Богомоловой, Сергея Потеряева, Фёдора Телкова и Никиты Шохова.
В 2015 году в рамках параллельной программы III Уральской индустриальной биеннале современного искусства в фонде «Культурный транзит» прошла выставка Cuba de Rusia — проект, реализованный художниками Сергеем Потеряевым, Сергеем Рожиным и Кириллом Бородиным. В его основе — легенды, окружающие один из районов Екатеринбурга, в народе называемый «куба». В 2017 году продолжение этого проекта — выставка Cuba de Lituania — была реализована в рамках арт-резиденции Сергеем Потеряевым, Сергеем Рожиным и Дариусом Ваичекаускасом в Klaipeda Culture Communication Centre в Клайпеде (Литва).
В 2012 году Сергей Потеряев и фотограф Фёдор Телков начали проект «Линия Севера» — исследование процесса ассимиляции малочисленных народов России, живущих в городах и деревнях Ямало-Ненецкого и Ханты-Мансийского автономных округов. Серия фотографий отражает изменения в традиционном быте народов, которые под влиянием развивающейся промышленности переселяются из сёл в города. В 2013 году проект «Линия Севера» стал обладателем гран-при секции OFF Circuit prize фестиваля Cortona on the Move (2013).
В 2012 году Сергей Потеряев был удостоен почётного упоминания на конкурсе TOP PICK (Тороно, Канада) за серию фотографий «Голодные сердца».
В 2010 году стал призёром конкурса «Молодые художники России» (Нижний Новгород, Россия) за две серии фотографий: «Жизнь на Узкой», которая была снята во время поездки по самой длинной в Европе узкоколейной железной дороге в Алапаевске, и «О тех, кто делает тепло» (2013) — исследованию ставших личными пространств работников заводов Екатеринбурга. Эта серия также получила гран-при пятого международного конкурса молодой фотографии «Молодой человек в 21 веке» (Каунса, Литва) в 2013 году.
С 2015 года Сергей Потеряев — куратор фотографического музея «Дом Метенкова» в Екатеринбурге. В 2016 году в «Доме Метенкова» была запущена арт-резиденция для художников, работающих с фотографией, идейным вдохновителем которой стал Сергей. Под кураторством Сергея Потеряева в «Доме Метенкова» прошли выставки «Кстати» (2016), «Околофутбола» (2016), «Каждый день зимы» (совместно с Мариной Соколовский и Кристиной Горлановой, 2015)).
В 2014—2016 гг. куратор фонда «Культурный транзит»
В 2012—2014 гг. — один из кураторов фотографической образовательной лаборатории в рамках проекта «ДНК-Первоуральск». Вместе с Фёдором Телковым реализовали проект «Современное. Визуальное. Новое?»

## Избранные награды
2016
Международный фотоконкурс Wort im Bild (Клагенфурт, Австрия)
2013
Гран-при секции OFF Circuit prize фестиваля Cortona on the Move (Кортона, Италия)
Гран-при пятого международного конкурса молодой фотографии «Молодой человек в 21 веке» (Каунса, Литва)
Почётное упоминание. TOP PICK 2012 (Торонто, Канада)
2010
Победитель конкурса «Молодые фотографы России» (Нижний Новгород, Россия)
2009
Гран-при международного конкурса молодой фотографии «Молодой человек в 21 веке» (Каунас, Литва)

## Избранные персональные выставки
2017
Старая Утка. OkNo Gallery, Челябинск (Россия)
Insight. d|d contemporary art gallery (недоступная ссылка), Дюссельдорф (Германия)
Cuba de Lituania. Klaipeda Culture Communication Centre, Клайпеда (Литва)
2016
Коломна CREW. Музей-резиденция «Арткоммуналка», Коломна (Россия)
Старая Утка. Underdog Gallery, Гамбург (Германия)
Insight. Alte Feuerwache Loschwitz e.V (недоступная ссылка)., Дрезден (Германия)
Старая Утка. Berlin Art School, Берлин (Германия)
2015
[ПОСТ]индустриальный Урал. Арт-пространство «Ворота», Калининград (Россия)
Cuba de Rusia. Фонд «Культурный транзит» (недоступная ссылка), Екатеринбург (Россия)
Линия Севера. Екатеринбургский музей изобразительным искусств, Екатеринбург (Россия)
2014
Линия Севера. Фестиваль «Фотопарад — 2014», Углич (Россия)
2012
Линия Севера. Фотографический музей «Дом Метенкова», Екатеринбург (Россия)

## Избранные групповые выставки
2017
Первая триеннале российского современного искусства. Музей современного искусства «Гараж», Москва (Россия)
2016
Неслучайные связи. Уральский филиал ГЦСИ, Екатеринбург (Россия)
Elusive Allure. UVG, Будапешт (Венгрия)
Антимузей. «Электромузей», Москва (Россия)
Охота на Уралмаш. Фотографический музей «Дом Метенкова», Екатеринбург (Россия)
2015
Russian Film and Video Art. The AVA gallery, Кейп-Таун (ЮАР)
И жизнь прожил, и жив ишо. Трибьют Б. У. Кашкину. Уральский филиал ГЦСИ, Екатеринбург (Россия)
Лично для каждого. Музей изобразительных искусств, Екатеринбург (Россия)
YoungArtShow. Месяц фотографии в Братиславе. Братислава (Словакия)
2014
Open Border Festival. Амстердам (Нидерланды)
Жизнь других. Музей советского наива, Пермь (Россия)
2013
Pingyao International Photography Festival. Пинъяо (Китай)
The Hueman photography contest. Dawn Breakers International Film Festival, Цюрих (Швейцария)
Пермское биеннале фотографии. Пермь (Россия)
Жизнь других. Красноярская музейная биеннале, Красноярск (Россия)
2012
Transporting: The Powerhouse Museum International Photo Competition. Сидней (Австралия)
Путешествие длиною в жизнь. Фестиваль PHOTOVISA. Краснодар (Россия)
2011
Город-порт: здесь моря нет. Уральский филиал ГЦСИ, Екатеринбург (Россия)

## Кураторские проекты
2016
Кстати. Фотографический музей «Дом Метенкова», Екатеринбург
Околофутбола. Фотографический музей «Дом Метенкова», Екатеринбург
2015
Tagebuch.Фонд «Культурный транзит», Екатеринбург
Каждый день зимы (вместе с Мариной Соколовской и Кристиной Горлановой). Фотографический музей «Дом Метенкова», Екатеринбург
2014
Современное. Визуальное. Новое? (вместе с Фёдором Телковым). В рамкам программы «ДНК-Первоуральск». Первоуральск, Россия

## Публикации
Сайт Сергея Потеряева (недоступная ссылка)
Максим Бодягин. «Старая Утка». Znak.com (15.02.2017)
«Линия Севера. Как цивилизация меняет малые народы России. Фотоистория Федора Телкова и Сергея Потеряева». Meduza.io (07.02.2016)
«Служить и защищать. Фотограф Егор Майер заглянул в глаза сотрудникам МВД». Colta.ru (19.05.2016)
Anastasiia Fedorova. You looking at me? 21 portrait photographers from the new east you must see. Calvert Journal (20.06.2016)
Dresden Resident Sergye Poteryaev in der Alten Feuerwache Loschwitz. Dresdener Neueste Nachrichten (24.06.2016)
«Дорога на Петергоф. Фотограф Екатерина Васильева изучает жизнь на императорском тракте, размышляя о пути России в Европу». Colta.ru (26.05.2016)
«Бакал. Фотограф Анастасия Богомолова исследовала территории бывшего трудового лагеря для советских немцев» Colta.ru (08.06.2016)
«Долгие дороги. Чешский фотограф Мартин Вагнер проехал от Украины до Сахалина, чтобы понять, как живут люди на территории бывшего СССР». Colta.ru (22.06.2016)
Вячеслав Солдатов. «Исследуя город. Новая команда „Дома Метенкова“ о том, что было, что будет и чем душа не успокоится». It’s My City (19.12.2016)
«Прошлое и настоящее русской деревни в фотопроекте Сергея Потеряева» (недоступная ссылка). Birdinflight.com (06.05.2015)
Екатерина Шакшина. «Деревянный» и «Безголовый» в нордических историях. Вечерний-Екатеринбург.рф (07.08.2015)
Эдуард Крылов. «Это всем пойдет на пользу, особенно, музею. Новая команда „Дома Метенкова“ — о планах на будущее, конкуренции, цензуре и первой выставке». It’s My City (23.12.2015)
«Новая команда Дома Метенкова: за что пытались сжечь фотографический музей и как он изменится в ближайшие годы». E1.ru (28.12.2015)
Дарья Белоусова. «Молодой фотограф Сергей Потеряев предпочёл коммерческой съёмке документальную». Oblgazeta.ru(31.01.2014)
«Зима близко. Фотографы Фёдор Телков и Сергей Потеряев наблюдают, как с северных территорий России вместе с нефтью и газом уходит культура малых народов». Colta.ru (28.05.2014)
Anastasiia Fedorova. Homeland: a generation of photographers has gone looking for the real Russia. What have they found? Calvert Journal, 2014
«Кураторы ДНК представили новый проект ‘Современное. Визуальное. Новое?’». Gorodskievesti.ru (21.04.2014)
«Прорубь. Крещенское купание в глубокой русской провинции глазами фотографа Сергея Потеряева» Colta.ru (21.03.2013)
«Одна абсолютно счастливая деревня. Фотографы Фёдор Телков и Сергей Потеряев побывали в селе, где живут только художники». Colta.ru (13.06.2013)
Highlights of the Cortona On The Move travel photography festival — in pictures. The Guardian (30.07.2013)